# Jay Cocks
Pour les articles homonymes, voir Cocks.
Jay Cocks (de son vrai nom John C. Cocks, Jr.) est un scénariste et critique de cinéma américain, né le 12 janvier 1944. 
Il est connu aussi pour avoir présenté Martin Scorsese et Robert De Niro l'un à l'autre, tout comme pour avoir participé à la réécriture du scénario du Titanic de James Cameron, sans avoir été crédité pour cela.

## Filmographie
- 1990 : Made in Milan
- 1993 : Le Temps de l'innocence
- 1995 : Strange Days
- 2002 : Gangs of New York
- 2004 : De-Lovely
- 2016 : Silence de Martin Scorsese
- 2024 : Un parfait inconnu (A Complete Unknown) de James Mangold

## Vie privée
- Il est l'époux de l'actrice Verna Bloom.

## Distinctions

### Récompense
- National Board of Review Awards 2016 : Meilleur scénario adapté pour Silence

### Nominations
- Oscar du cinéma :
  - Oscar du meilleur scénario adapté 1994 pour Le Temps de l'innocence
  - Oscar du meilleur scénario original 2003 pour Gangs of New York
  - Oscar du meilleur scénario adapté 2025 pour Un parfait inconnu
- Saturn Award :
  - Saturn Award du meilleur scénario 1996 pour Strange Days
- British Academy Film Awards :
  - British Academy Film Award du meilleur scénario original 2003 pour Gangs of New York
- Prix Edgar-Allan-Poe :
  - Meilleur film 2003 pour Gangs of New York
- Writers Guild of America Awards :
  - Meilleur scénario original 2003 pour Gangs of New York